# Zendōkai

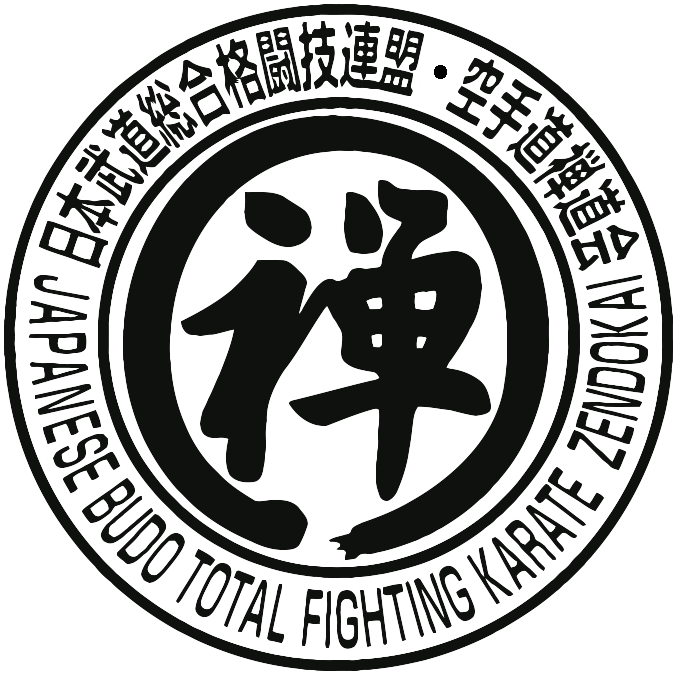
Das Symbol des Zendokai Karate

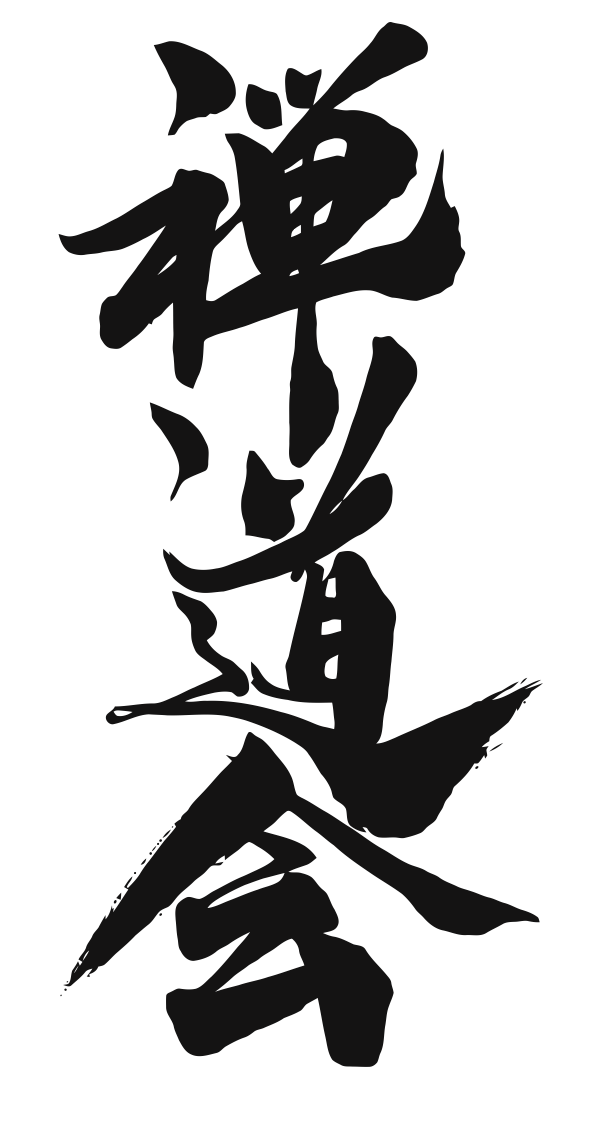
Zendokai Kanji

Zendōkai (japanisch 禅道会, wörtlich: „Zen-Weg-Verband“) bezeichnet die von Takashi Ozawa gegründete Karate-Organisation. Zendōkai ist eine japanische Gemischte Kampfkunst- und Budō-Sportart. Dabei handelt es sich um Vollkontakt-Karate, bei dem auch Wurf- und Bodentechniken, Festhalte-, Hebel- und Würgetechniken zulässig sind.

## Gründung
Der Verband, offiziell NPO Hōjin Budō Sōgō Kakutogi Renmei Karatedō Zendōkai (NPO法人日本武道総合格闘技連盟 空手道禅道会, dt. „Gemeinnützige Körperschaft Japanischer Kampfsport- und Gemischter-Kampfkunst-Vereinigung: Karate-Weg Zendōkai“), wurde in Japan im Jahr 1999 vom Karate-Großmeister Takashi Ozawa in Iida gegründet, welcher seinen Ursprung im Kyokushin und Kūdō hatte. Es gibt 110 Zendokai-Karate-Schulen in ganz Japan mit mehr als 12.000 Mitgliedern. Zendokai Mitglieder sind auch in vielen professionellen Kampf-Wettbewerben wie Rizin, Deep, Pancrase, Shootboxing, ZST und Jewels anzutreffen.

## Beschreibung
Zendōkai-Karate befasst sich mit der Erweiterung der japanischen Karate-Techniken durch Ergänzung von Grappling-, Judo- und Jiu-Jitsu-Techniken, woraus japanisches Mixed Martial Arts resultiert. Es schafft reale Selbstverteidigungsbedingungen, bei der auch Wurf- und Bodentechniken, wie auch Festhalte-, Hebel- und Würgetechniken trainiert werden.

## Graduierungen und Gürtelfarben
Der Lernfortschritts eines Zendokai-Karateka wird anhand der Farbe seines Gürtels gekennzeichnet, welche einen bestimmten Schüler-Grad (Kyū-Grad), bzw. Meister-Grad (Dan-Grad) symbolisiert. Ein Anfänger beginnt mit dem weißen Gürtel, der höchstmögliche Gürtel ist der 10. schwarze Gürtel (10. Dan).
Sobald ein Schüler die jeweils erforderliche Mindesttrainingszeit absolviert hat, kann er an Prüfungen zur Erlangung des nächsthöheren Gürtels teilnehmen. Bei den Prüfungen werden statische Einzeltechniken (Kihon Geiko), Einzeltechniken in der Bewegung (Ido Geiko), Wurftechniken (Nage Waza), Bodentechniken (Ne-Waza) sowie verschiedene Formen des Kampfes (Yakusoku Kumite, Sparring) geprüft.
Die nachfolgende Tabelle illustriert die Gürtelfarben im Zendokai Karate, analog zu dessen Ursprung aus dem Kūdō:
| Grad        | keiner        | 10. Kyū          | 9. Kyū           | 8. Kyū        | 7. Kyū        | 6. Kyū        | 5. Kyū        | 4. Kyū        | 3. Kyū        | 2. Kyū         | 1. Kyū         | 1. Dan           | 2.–10. Dan       |
| ----------- | ------------- | ---------------- | ---------------- | ------------- | ------------- | ------------- | ------------- | ------------- | ------------- | -------------- | -------------- | ---------------- | ---------------- |
| Japanisch   | Mukyū         | Jukkyū           | Kyūkyū           | Hakkyū        | Nanakyū       | Rokkyū        | Gokyū         | Yonkyū        | Sankyū        | Nikyū          | Ikkyū          | Shodan           | ab Nidan         |
| Gürtelbild  | Weißer Gürtel | Violetter Gürtel | Violetter Gürtel | Blauer Gürtel | Blauer Gürtel | Gelber Gürtel | Gelber Gürtel | Grüner Gürtel | Grüner Gürtel | Brauner Gürtel | Brauner Gürtel | Schwarzer Gürtel | Schwarzer Gürtel |
| Gürtelfarbe | weiß          | lila             | lila             | blau          | blau          | gelb          | gelb          | grün          | grün          | braun          | braun          | schwarz          | schwarz a)       |

## Philosophie
Zendokai hat wie auch die meisten anderen Karate-Stilrichtungen einen spirituellen Kern, hier im Speziellen die Elemente des Zen-Buddhismus. Diese Weltanschauungen dienen dazu, die Systeme des Budō zu erklären und eine gewisse Verständlichkeit zu schaffen. Einen guten Einblick in die Grundsätze der Karate-Philosophie bietet die sogenannte Dōjōkun.

### Dōjōkun
Im Zendokai gibt es fünf zentrale Regeln, welche den Geist und das Wesen widerspiegeln sollen:
1. Wir kultivieren den Geist und die natürliche Haltung durch die Kampfkunst-Ausbildung.
一つ、我々は、武の修業を通じ､自然体の精神を涵養すること
2. Wir bezeugen Respekt gegenüber den „Ältesten“ und allen anderen Lebewesen.
一つ、我々は、長上を敬し、一切衆生を尊重すること
3. Wir streben nach Frieden und achten die Harmonie, so dass durch Kampf kein Unrecht getan wird.
一つ、我々は、平和和合の志を重んじ、無なる闘争を行わざること
4. Wir trainieren Körper und Geist gleichermaßen, um den Bunbu Ryōdō zu ehren.
一つ、我々は、身心を練磨し、文武両道を重んずること
5. Wir erweitern die Kampfkunst durch Zen, so dass die Ausbildung das ganze Leben erfüllen kann.
一つ、我々は、拳禅一如を武道とし、生涯修業の道を全うすること

- Bunbu ryōdō ist ein Ausdruck aus der Edo-Zeit und bedeutet „Literatur und Waffen, beide Wege“. Ein weiser Rat ist also, nicht nur seine Muskeln und den Körper zu trainieren, sondern auch seinen Geist zu kultivieren und sich weiterzubilden. Nur wer eine gewisse geistige Reife hat, sollte mit Waffen umgehen, denn nur dann können mögliche Konsequenzen des eigenen Handelns richtig eingeschätzt werden. Die alten Meister waren ausnahmslos bewandert in Literatur, beschäftigten sich eingängig mit der Kalligraphie, spielten Musikinstrumente oder befassten sich mit anderen Künsten abseits des Karate.